# Nossa Senhora de Belém
Nossa Senhora de Belém também conhecida como Nossa Senhora do Belém é um dos nomes atribuídos a Maria, Mãe de Jesus, este título é oriundo do fato bíblico do nascimento de Jesus Cristo em Belém. Por Nossa Senhora dar a luz ao filho de Deus na cidade de Belém, hoje Palestina, ela recebeu o título de Nossa Senhora de Belém.

## História
A história desta devoção começa muito antes do nascimento de Jesus e de Maria, no livro de Isaias  Deus fez uma promessa ao Rei Davi, quase um milénio antes do nascimento de Jesus, através do profeta Samuel: 
"Seu império será grande e a paz sem fim sobre o trono de Davi e em seu reino. Ele o firmará e o manterá pelo direito e pela justiça, desde agora e para sempre. Eis o que fará o zelo do Senhor dos exércitos." (Is 9,6).
Passados três séculos, o profeta Miqueias profetizou o nascimento de Jesus: 
“Mas tu, Belém de Éfrata, tão pequena entre os clãs de Judá, é de ti que sairá para mim aquele que é chamado a governar Israel. Suas origens remontam aos tempos antigos, aos dias do longínquo passado" (Miq 5,1).
Este versículo enaltece a pequenez da cidade de Belém, porém também demonstra a importância do nascimento de Jesus que ocorreu depois de cerca de sete séculos após a profecia.
Passado os séculos finalmente chegamos a Nossa Senhora. Maria e seu diletíssimo esposo José viviam em Nazaré. A família de José tinha como ascendente o rei Davi, toda via, ele era natural de Belém. Quando Nossa Senhora já estava com Nosso Senhor em seu ventre e faltando pouco tempo para o parto, foi ordenado pelo imperador, César Augusto, o censo demográfico de toda população sob seu governo. E assim José e Maria viajaram por mais de cento e quarenta e cinco quilômetros, pelo caminho do rio Jordão até Belém.
Finalmente quando chegaram em Belém, José foi procurar um lugar para se hospedar com Maria. Infelizmente, a cidadezinha estava com suas hospedagens esgotadas por causa do censo demográfico, o lugar mais aconchegante que conseguiram foi um estábulo. Naquele modesto lugar aconteceu o milagre do nascimento do filho de Deus, e uma simples manjedoura contando inclusive com a presença dos três reis magos.

## As origens da devoção
Desde a igreja primitiva, Maria já era venerada em Belém e assim no ano de 330 foi erguida a Basílica da natividade onde fica a gruta, estábulo, que nasceu Jesus Cristo. Não demorou muito para que a devoção a Nossa Senhora de Belém conquistasse o mundo cristão, mas somente no século XV chegou até Portugal.
Em Portugal uma pequena capela foi erguida próximo  as praias do Restelo, em Lisboa, onde prestava assistência espiritual para os marinheiros, peregrinos e viajantes. Para honrar a Mãe de Deus o rei Dom Henrique transformou a pequena capela em uma igreja, hoje Mosteiro dos Jerónimos, adotando Santa Maria de Belém como Padroeira.
No Brasil a devoção a Nossa Senhora de Belém chegou através dos portugueses. Antes de içar velas rumo ao Brasil, Pedro Álvares Cabral esteve na igreja de Santa Maria de Belém, erguida por Dom Henrique, onde assistiu a missa e participou de uma procissão junto com o rei até o cais, de onde iria zarpar. Na ocasião, havia uma imagem de Nossa Senhora de Belém no navio.

## Os reis devotos
Dom Henrique que muito incentivava as navegações portuguesas, e era um devoto abrasador por Nossa Senhora de Belém disse certa vez:
“Assim como a estrela de Belém guiou os Reis Magos até a manjedoura onde se achava o Menino Deus, assim também a Senhora de Belém ajudará a encontrar novas terras e o caminho para as Índias.”
Como bem sabemos, as navegações portuguesas gerou frutos ao redor do mundo e a sua lista de ex-colônias é numerosa, afinal países como Brasil, Macau, Cabo Verde, Guiné Bissau, São Tomé e Príncipe, Angola, Moçambique e Timor Leste são um grande exemplo dos frutos das expedições portuguesas.
Em 1497, Dom Manuel por estar extremamente grato a grande vitória portuguesa que foi a expedição de Vasco da Gama ele decidiu então realizar uma ampliação na igreja, para que ela se torna-se em um monastério dos irmãos da Ordem de São Jerônimo. Antes da Expedição partir para o mar o rei passou uma noite rezando na igreja de Santa Maria de Belém. Ele também foi o responsável pela construção da Torre de Belém em homenagem a Nossa Senhora. A torre é hoje um dos cartões postais mais conhecidos de Portugal.

## Oração de Nossa Senhora de Belém
“À Vossa Proteção recorremos, Santa Mãe de Deus, não desprezeis as nossas súplicas, nas nossas necessidades, mas livrai-nos sempre de todos os perigos, ó Virgem gloriosa e bendita, Senhora nossa, Medianeira nossa, Advogada e padroeira nossa.
Lembrai-vos, ó piíssima Nossa Senhora do Belém, que nunca se ouviu dizer que algum daqueles que têm recorrido a vossa proteção, implorando a vossa assistência e reclamando o vosso socorro, fosse por vós desamparado.
Animado eu, pois, com igual confiança, a vós, ó Virgem entre todas singular, como a Mãe recorro, de vós me valho, e , gemendo sob o peso de meus pecados, me prostro aos vossos pés.
Não desprezeis as minhas súplicas, ó Mãe do Verbo de Deus humanado, mas dignai-vos de as ouvir propícia e de me alcançar o que vos rogo pela Vossa Intercessão. Amém.”